# Aderus magniceps
Aderus magniceps is een keversoort uit de familie schijnsnoerhalskevers (Aderidae). De wetenschappelijke naam van de soort werd in 1905 gepubliceerd door Maurice Pic.